# Ufijski Państwowy Naftowy Uniwersytet Techniczny
Ufijski Państwowy Naftowy Uniwersytet Techniczny ((baszk.): Өфө дәүләт нефть техник университеты, (ros.) Уфимский государственный нефтяной технический университет) – baszkirska publiczna uczelnia wyższa, zlokalizowana w Ufie.
W 1941 roku, podczas działań wojennych na froncie wschodnim II wojny światowej, władze Moskiewskiego Instytutu Naftowego zdecydowały o ewakuacji uczelni i przeniesieniu jej do Ufy.  W 1943 roku powróciła ona do Moskwy, a w Ufie pozostała jej filia, na bazie której w 1948 roku utworzono Ufijski Instytut Naftowy.
W 1993 roku instytut uzyskał status uniwersytetu i został przekształcony w Ufijski Państwowy Naftowy Uniwersytet Techniczny.
W skład uczelni wchodzą następujące jednostki administracyjne:
- Wydział Architektury i Budownictwa
- Wydział Automatyki Procesów Przemysłowych
- Wydział Inżynierii Mechanicznej
- Wydział Górnictwa Naftowego
- Wydział Transportu Rurociągowego
- Wydział Technologii
- Wydział Ekonomii

Ośrodki zamiejscowe uczelni mieszczą się w miastach: Oktiabrskij, Saławat oraz Sterlitamak